# Назаров, Николай Николаевич (полный кавалер ордена Славы)
Николай Николаевич Назаров (1924 — 8 мая 1945) — радист-пулеметчик танка Т-34 3-го танкового батальона 14-й гвардейской танковой бригады (4-й гвардейский танковый корпус, 59-я армия, 1-й Украинский фронт) гвардии сержант.

## Биография
Николай Николаевич Назаров родился в деревне Беликово Парфеньевского района Костромской области в крестьянской семье. Окончил 7 классов школы, работал в колхозе.
В августе 1942 года был призван Антроповским РВК Ярославской области был призван в ряды Красной Армии
С июля 1943 года на фронтах Великой Отечественной войны. Воевал на Воронежском и 1-м Белорусском фронтах.
28 марта 1944 года Николай Назаров отличился в бою при освобождении города Броды Львовской области. Поддерживал устойчивую радиосвязь с командиром роты, уничтожил пулемётным огнём около 10 солдат противника, подавил пулемётную точку. 13 апреля 1944 года он был награждён медалью «За отвагу».
Вскоре был ранен, после возвращения на фронт был зачислен в 14-ю гвардейскую танковую бригаду стрелком-радистом. В составе этой бригады участвовал в ряде крупных операций Великой Отечественной войны, в том числе, в Берлинской и Пражской операциях.
22 июля 1944 года экипаж танка, в составе которого воевал Николай Назаров, в бою за местечко Ясновидце в Польше уничтожил 3 пулемёта, орудие, 5 автомашин противника. Николай Назаров огнём из пулемёта уничтожил 20 солдат противника. 11 августа 1944 года приказом по 4-му гвардейскому танковому корпусу был награждён орденом Славы 3-й степени.
8 — 10 августа 1944 года в боях севернее города Демчин экипаж танка уничтожил танк, самоходное артиллерийское орудие, бронетранспортёр, 4 пулемётные точки и около 40 солдат противника. Сами Николай Назаров огнём из пулемёта уничтожил более 20 солдат противника. 18 сентября 1944 года приказом по войскам 60-й танковой армии был награждён орденом Славы 2-й степени.
В январе 1945 года в боях в районе Кракова уничтожил большое количество солдат противника: 15 января около 20 солдат; 21 января — солдат. Указом Президиума Верховного Совета СССР от 10 апреля 1945 года он был награждён орденом Славы 1-й степени.
В ходе Пражской операции Красная Армия двинулась на помощь восставшей Праге, ломая отчаянное сопротивление гитлеровцев. 8 мая в одном из боёв Николай Назаров был убит.
Погиб в Германии; первичное место захоронения станция Куневитц.

## Память
- Имя занесено на мемориал в селе Антропово